# 1999-es magyar teniszbajnokság
Az 1999-es magyar teniszbajnokság a századik magyar bajnokság volt. Ettől az évtől vegyes párosban nem rendeznek bajnokságot. A bajnokságot szeptember 6. és 11. között rendezték meg Szegeden, a Gellért Szabadidőközpontban.

## Eredmények
| Versenyszám  | Arany                                                          | Arany | Ezüst                                                            | Ezüst | Bronz | Bronz |
| ------------ | -------------------------------------------------------------- | ----- | ---------------------------------------------------------------- | ----- | --- | ----- |
| Férfi egyéni | Sávolt Attila LRI-Malév SC-Római Teniszakadémia                |       | Kisgyörgy Gergely MTK                                            |       | Fonó László LRI-Malév SC-Római TeniszakadémiaBöröczky Zoltán LRI-Malév SC-Római Teniszakadémia                                    |       |
| Női egyéni   | Földényi Annamária Vasas SC                                    |       | Mandula Petra IDOM Team 2000 TSE                                 |       | Kuti Kis Rita egyesületen kívüliNagy Kira LRI-Malév SC-Római Teniszakadémia                                                       |       |
| Férfi páros  | Kisgyörgy Gergely, Nagy Viktor MTK, Hód TC                     |       | Böröczky Zoltán, Veress Balázs LRI-Malév SC-Római Teniszakadémia |       | Jaross Gábor, Sávolt Attila LRI-Malév SC-Római TeniszakadémiaBardóczky Kornél, Fonó László BSE, LRI-Malév SC-Római Teniszakadémia |       |
| Női páros    | Földényi Annamária, Mandula Petra Vasas SC, IDOM Team 2000 TSE |       | Hegedűs Adrienn, Csurgó Virág LRI-Malév SC, Bp. Spartacus        |       | Pista Eszter, Rékási Magdolna Bp. Spartacus, Metró RSCKovács N. Renáta, Turbók Gizella Bp. Spartacus, LRI-Malév SC                |       |